# Thiers (Marseille)
Pour les articles homonymes, voir Thiers.
Le quartier Thiers est un quartier du 1er arrondissement de Marseille. Quartier culturel et estudiantin du centre de Marseille, il est situé non loin du Vieux-Port, entre la place Jean-Jaurès et la rue Saint-Savournin à l'est, la Canebière au nord, le boulevard Garibaldi à l'ouest, enfin le cours Julien et la rue des Trois-Mages au sud-ouest.

## Description
Le centre du quartier est le lycée Thiers, plus vieux lycée de Marseille, qui lui a donné son nom. Autour du lycée s'est créé un réseau d'institutions culturelles : place Auguste et François Carli se trouve le Conservatoire national à rayonnement régional Pierre Barbizet (ancien palais des Arts), rue du Théatre français se situe le théâtre du Gymnase, et, dans les locaux du lycée lui-même, le théâtre des Bernardines. 
Au numéro 40 de la rue Adolphe-Thiers se trouve la maison natale de ce dernier, qui fut le premier président de la Troisième République.
En haut de la Canebière se dresse l'église Saint-Vincent-de-Paul, aussi appelée « église des Réformés ».
S'y trouve également le siège de la faculté d'économie et de gestion d'Aix-Marseille.
Sur le côté droit de la Canebière, l'entrée du quartier est bordée par l'emblématique librairie marseillaise Maupetit.

## Histoire
Le quartier est bouclé par la milice de Vichy durant l'Occupation de la France par l'Allemagne nazie, et le lycée sert de quartier général pour la police,.
Le quartier est l'épicentre des manifestations Mai 68 à Marseille.
Au début des années 2020, le lycée  fait aménager dans la rue jouxtant le lycée, la rue Sénac-de-Meilhan, un internat sur deux bâtiments de six étages pour les élèves du lycée et des classes préparatoires.